# Formiguer galtablanc
El formiguer galtablanc (Gymnopithys leucaspis) és un ocell de la família dels tamnofílids (Thamnophilidae). Habita la selva humida del sud-est de Colòmbia, est de l'Equador, nord-est del Perú i nord-oest del Brasil.